# Джефф Бергман
Джефф Бергман (англ. Jeff Bergman, 10 липня 1960, Філадельфія) — американський актор озвучування і комедіант. Найбільш відомий озвученням мультфільмів Looney Tunes та Hanna-Barbera.
Бергман став першим, хто замінив Мела Бланка як голоса Багза Банні та декількох інших персонажів мультфільмів Warner Bros. після смерті Бланка в 1989 році. Поряд з Джо Аласкі і Грегом Берсоном є одним з наступників Мела Бланка.
Голосом Бергмана говорять такі персонажі як Багз Банні, Даффі Дак, Фред Флінтстоун, Джордж Джетсон, Кіт Сільвестр, Тасманійський диявол та ін.